# جيروم توماس
جيروم توماس (بالإنجليزية: Jerome Thomas)‏ (23 مارس 1983 لندن المملكة المتحدة - ) هو لاعب كرة قدم بريطاني يلعب كمهاجم.

## روابط خارجية
- جيروم توماس على موقع الاتحاد الدولي (مؤرشف)  (الإنجليزية)
- جيروم توماس على موقع قاعدة بيانات كرة القدم.إي يو (الإنجليزية)
- جيروم توماس على موقع Soccerbase.com (لاعب) (الإنجليزية)
- جيروم توماس على موقع Soccerway.com (الإنجليزية)
- جيروم توماس على موقع عالم كرة القدم.نت (الإنجليزية)
- جيروم توماس على موقع AS.com (الإسبانية)